# Tramacastilla
Tramacastilla es un municipio y localidad española de la provincia de Teruel, en la comunidad autónoma de Aragón. El término municipal, ubicado en la comarca de la Sierra de Albarracín, tiene una población de 130 habitantes (INE 2024).

## Geografía
A diferencia de la localidad homónima (Tramacastilla de Tena) que se ubica en el Pirineo aragonés, este es uno de los primeros pueblos a los que se accede desde Guadalajara hacia el este y se encuentra, como señala su etimología, en el límite entre los antiguos reinos de Aragón y Castilla, en la sierra de Albarracín, en el Sistema Ibérico. La sierra de Albarracín en su conjunto ofrece una gran importancia paisajística, arquitectónica y cultural, como demuestra la declaración de Conjunto Artístico de interés de la Unesco. El municipio tiene un área de 24,81 km² con una población de 117 habitantes (INE 2022) y una densidad de 4,35 hab./km². Se sitúa en el Camino del Cid.
De estratégica importancia en época de la Reconquista, hoy es un pueblo que cada año pierde población, según se observa en los índices de población activa.

## Historia
El  21 de junio de 1257, por privilegio del rey Jaime I dado en Teruel, este lugar pasa a formar parte de Sesma de Villar del Cobo Comunidad de Santa María de Albarracín, que dependían directamente del rey Alfonso, perdurando este régimen administrativo siendo la única que ha permanecido viva tras la aplicación del Decreto de Disolución de las mismas, en 1837, teniendo su sede actual en esta localidad.
Hacia mediados del siglo XIX el lugar tenía contabilizada una población de 222 habitantes. Aparece descrito en el decimoquinto volumen del Diccionario geográfico-estadístico-histórico de España y sus posesiones de Ultramar de Pascual Madoz de la siguiente manera:

TRAMACASTILLA: l. con ayunt. en la prov. de Teruel (8 leg.), part. jud. y dióc. de Albarracín (3), aud. terr. de Zaragoza (26) y c. g. de Aragon: sit. al pie de una colina por la parte del S., al principiar un valle que forma el Guadalaviar; el clima es templado y muy sano. Se compone de 75 casas entre ellas la del ayunt.; una escuela de instruccion primaria concurrida por 16 niños; igl. parr. (Sta. Ana) servida por un cura de segundo ascenso y de provision ordinaria; una ermita con la advocacion de Sta. Maria Magdalena, y un cementerio que en nada perjudica á la salud pública. Confina el térm. por el N. con Noguera; E. Monterde; S. Torres, y O. Villar del Cobo; corre por él y junto al pueblo el r. arriba espresado, con cuyas aguas se riegan varias tierras. El terreno á escepcion de unas 100 fan. que son de regadio, lo restante es de secano y de mala calidad. Los caminos conducen á los pueblos inmediatos. El correo se recibe de Albarracin. prod.: centeno, cebada, avena, patatas y algun cáñamo y judias; hay ganado lanar y cabrío, y caza de conejos y perdices. pobl.: 71 vec., 222 almas. riqueza imp.: 63,256 rs.
(Madoz, 1849, pp. 128-129)

En 2020 se abrió en Tramacastilla un parque de fauna ibérica.

## Demografía
Tramacastilla cuenta con una población de 130 habitantes (INE 2024).
| Gráfica de evolución demográfica de Tramacastilla entre 1842 y 2021                                                 |
| |
| Población de derecho según los censos de población del INE Población de hecho según los censos de población del INE |

## Administración y política

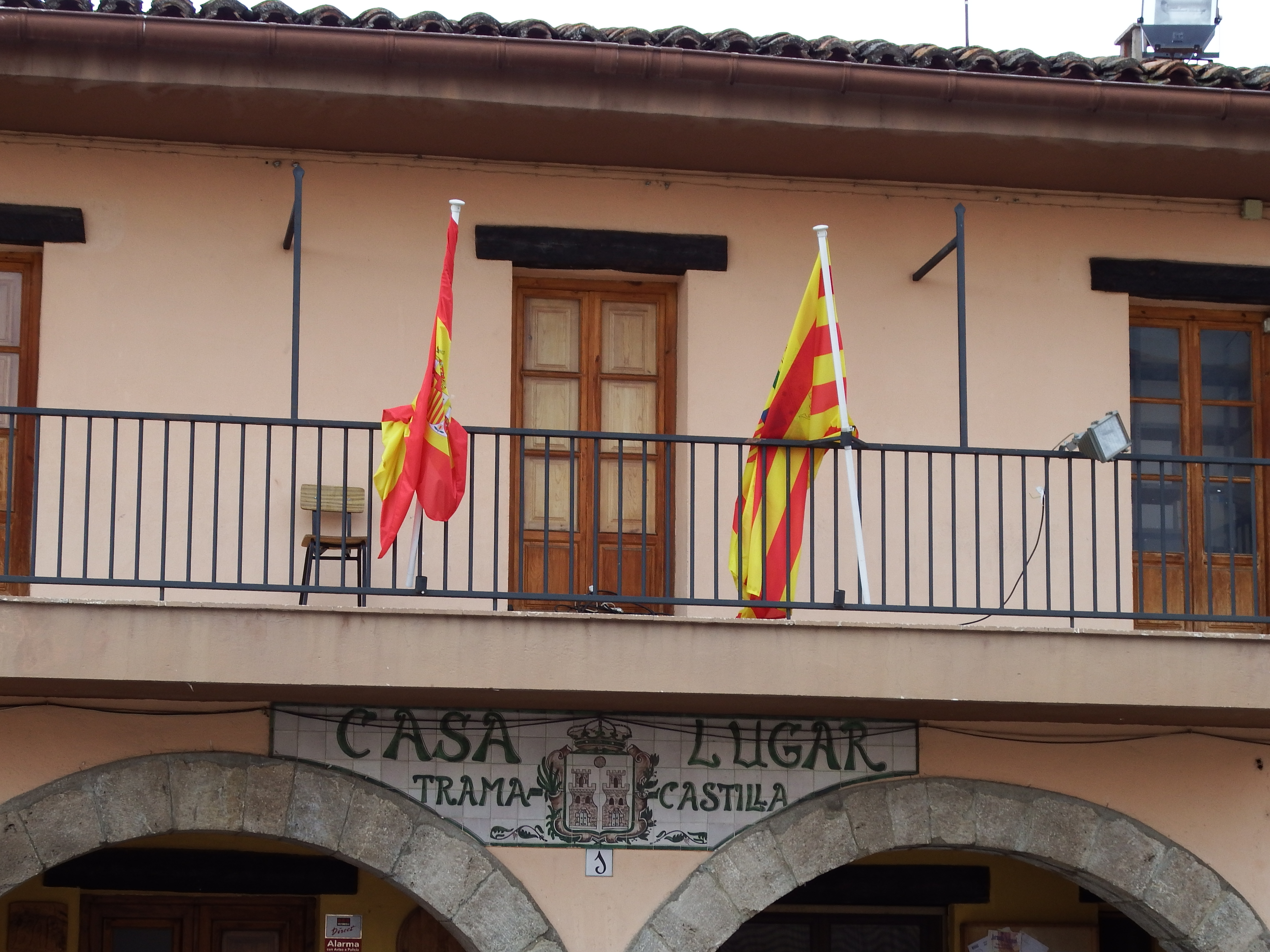
Casa consistorial

| Período   | Alcalde                       | Partido |  |
| --------- | ----------------------------- | ------- |  |
| 1979-1983 | Claudio Sánchez Narro         | UCD     |  |
| 1983-1987 |                               |         |  |
| 1987-1991 |                               |         |  |
| 1991-1995 |                               |         |  |
| 1995-1999 |                               |         |  |
| 1999-2003 |                               |         |  |
| 2003-2007 |                               |         |  |
| 2007-2011 |                               |         |  |
| 2011-2015 | José Miguel Delgado Almazán   | PP      |  |
| 2019-     | Clara Isabel Benito Calomarde | PSOE    |  |

| Partido político    | Partido político                                   | 2003   | 2007   | 2011   | 2015   |
| Partido político    | Partido político                                   | Ediles | Ediles | Ediles | Ediles |
|                     | Partido Popular de Aragón (PP)                     | 4      | 3      | 4      | 4      |
|                     | Ciudadanos (CS)                                    | —      | —      | —      | 1      |
|                     | Partido Aragonés (PAR)                             | —      | 1      | 1      | 0      |
|                     | Partido de los Socialistas de Aragón (PSOE-Aragón) | 1      | 1      | 0      | 0      |
|                     | Chunta Aragonesista (CHA)                          | —      | 0      | 0      | 0      |
|                     | Compromiso con Aragón (CA)                         | —      | —      | —      | 0      |
|                     | Izquierda Unida (IU)                               | —      | 0      | —      | —      |
| Total de concejales | Total de concejales                                | 5      | 5      | 5      | 5      |

## Fiestas
Celebra sus fiestas patronales en honor a San Roque el día 16, en el mes de agosto. En el mes de julio también se celebran las fiestas dedicadas a Santa Ana y una representación medieval.